# ソニーマニュファクチュアリングシステムズ
ソニーマニュファクチュアリングシステムズ株式会社（英: Sony Manufacturing Systems Corporation）は、かつて存在したソニーグループのメーカーである。CD、DVD、Blu-ray Discに代表される次世代光ディスクの量産や、デジタルカメラや携帯電話等の液晶画面のバックライト等の製造に欠かせない生産精密機器や実装関連機器、測長器などを製造していた。
2014年にソニーイーエムシーエス（後のソニーグローバルマニュファクチャリング&オペレーションズ）に吸収合併された。

## 沿革
- 1969年（昭和44年）- ソニーが磁気式計測器事業を行う子会社「ソニーマグネスケール株式会社」を東京・五反田に設立。
- 1976年（昭和51年）- ソニーがVTR等の精密加工部品を製造する子会社「マックス精機株式会社」を東京都大田区に設立。
- 1981年（昭和56年）- ソニーマグネスケールが神奈川県伊勢原市に伊勢原事業所を設立。
- 1982年（昭和57年）- マックス精機が埼玉県久喜市に久喜工場を竣工。
- 1988年（昭和63年）- マックス精機が本社を久喜工場に集約。
- 1990年（平成2年）- マックス精機が「ソニーマックス株式会社」に社名変更。
- 1995年（平成7年）- ソニー・テクノ・ワークス株式会社を設立。
- 1996年（平成8年）- ソニーマグネスケールが「ソニー・プレシジョン・テクノロジー株式会社」に社名変更
- 2001年（平成13年）- ソニーマックスとソニー・テクノ・ワークスが合併し、ソニーマニュファクチュアリングシステムズ株式会社に社名変更。
- 2004年（平成16年）- ソニー・プレシジョン・テクノロジーと合併。
- 2008年（平成20年）2月 - 卓上ロボット事業を蛇の目ミシン工業（現・ジャノメ）に移管。
- 2010年（平成22年）3月 - 計測器事業（伊勢原事業所）を森精機製作所（現・DMG森精機）の新設子会社である株式会社マグネスケールに譲渡。
- 2012年（平成24年）4月 - ソニーイーエムシーエスを存続会社として合併。事業はソニーイーエムシーエスの各事業所に移管し、久喜事業所は閉鎖。

## 事業所
- 本社（久喜事業所）：埼玉県久喜市清久町1-10
- 伊勢原事業所：神奈川県伊勢原市鈴川45
- 東京営業所：東京都品川区西五反田3-9-17
- 大阪営業所：大阪府大阪市淀川区西中島2-14-6
- 名古屋営業所：愛知県名古屋市名東区高社2-171
- 海外
  - ドイツ
  - イギリス
  - アメリカ
  - 台湾
  - シンガポール

## 主な生産商品
- 電子部品装着機
- クリームはんだ印刷機
- 基板外観検査機
- フリップチップボンダー
- 卓上ロボット
- ビデオマイクロスコープ
- 光造形装置
- 液晶用ライティングユニット（バックライト）
- 超精密金型（光ディスク・光学デバイス）
- 超精密部品（精密デバイス・VTR用ドラム・特殊加工品 等）
- 3Dモデリング
- デジタルモックアップ
- データレコーダ
- DVD/CD検査システム
- 半導体検査装置

ほか